# اکینوپسیس بکبرگی
اکینوپسیس بکبرگی(نام علمی: Echinopsis backebergii) نام یک گونه از سرده اکینوپسیس است.